# Stenocercus chota
Espèce
Stenocercus chota est une espèce de sauriens de la famille des Tropiduridae.

## Répartition
Cette espèce est endémique de la province d'Imbabura en Équateur.

## Publication originale
- Torres-Carvajal, 2000 : Ecuadorian lizards of the genus Stenocercus (Squamata: Tropiduridae). Scientific papers of the Natural History Museum, University of Kansas, n. 15, p. 1-38 (texte intégral).